# Parectopa heptametra
Parectopa heptametra är en fjärilsart som beskrevs av Edward Meyrick 1915. Parectopa heptametra ingår i släktet Parectopa och familjen styltmalar.
Artens utbredningsområde är Colombia. Inga underarter finns listade i Catalogue of Life.